# Groove Merchant
Groove Merchant was een Amerikaans platenlabel, dat zich richtte op jazz en rhythm & blues. Het werd in 1971 opgericht door platen-producer en A & R-man Sonny Lester, die eerder Solid State Records had opgericht en later zou komen met LRC Records. De naam van het label was ontleend aan een tune van Jerome Richardson. Musici die op Groove Merchant werden uitgebracht waren onder meer de organist Jimmy McGriff, Junior Parker, Lucky Thompson, Buddy Rich, Lee Konitz, Count Basie, Dakota Staton en Carmen McRae. De platen werden gedistribueerd door Pickwick Records.